# 長翼蝠冠状病毒HKU8
長翼蝠冠状病毒HKU8（Miniopterus bat coronavirus HKU8、Bat-CoV HKU8）是甲型冠狀病毒屬的一種病毒，於2005年在香港的南長翼蝠體內被發現。後來又在香港、廣東、福建、雲南、湖北等地的幾內亞長翼蝠、東亞摺翅蝠和長翼蝠體內被發現。

## 基因組
長翼蝠冠状病毒HKU8為正鏈單股RNA病毒，具有外膜，其基因組長約28700nt，編碼冠狀病毒皆有的複製酶（1a/1b）和刺突蛋白（S）、膜蛋白（M）、外膜蛋白（E）與衣殼蛋白（N）等四種結構蛋白，另外還有ORF3與ORF7兩個輔助蛋白，其中ORF7位於基因組的3端，在衣殼蛋白基因的下游，為此病毒所特有，資料庫BLAST比對未能找到其他病毒中有與之同源的序列。此病毒複製酶中的nsp1蛋白只有18個胺基酸，較同屬其他病毒的nsp1小許多。在甲型冠狀病毒屬中，此病毒與同在長翼蝠中發現的長翼蝠冠狀病毒1型關係較為接近。